# Telecko jezero
Telecko jezero (rusko Телецкое озеро, dob. 'jezero Teleutov'; altajsko Алтын Кӧл, latinizirano Altyn Köl, dob. Zlato jezero) je največje jezero v Altajskih gorah in altajski republiki, Rusija in je globoko do 325 metrov.
Leži na višini 434 m nad morsko gladino, dolgo je 78 km in široko 5 km. Leži med grebenoma Korbu in Al-tintu, na stičišču gorovja Sailughem in zahodnih Sajanov. Njegova površina je 233 km2; zaradi velike globine (325 m) jezero vsebuje nekaj manj kot 40 km³ sveže vode. Letna nihanja vode so ocenjena na približno 348 cm. Prozornost jezera je velika, vidljivost jezerske vode sega od šest do štirinajst metrov.
V jezero se izliva približno 70 rek, največja od njih je reka Čulišman, ki oskrbuje več kot polovico vode jezera in 150 hudournikov. Iztok iz jezera je en sam, reko Bija, ki po sotočju z reko Katun tvori eno največjih sibirskih rek, reko Ob.
Jezero je obkroženo z gorami višine med 600–1300 m v severnem delu in približno 1700–2400 m v južnem delu. Telecko jezero je vključeno v naravni rezervat Altaj. Ta rezervat, skupaj z naravnim rezervatom Katun in naravnim zatočiščem planota Ukok so bili uvrščeni med Unescovo svetovno naravno dediščino pod imenom Zlate gore Altaja.
Altajci imajo v svojem jeziku legendo o imenu jezera, ki pomeni Zlato jezero. Po tej zgodbi je nekoč bogat človek imel ingot zlata, ki ga je hotel uporabiti za nakup hrane. Potoval je po Altaju, a ni mogel najti nikogar, ki bi mu prodal kakšno hrano. Sčasoma je zlato vrgel v jezero. Ta legenda je izvor imena.

## Rastlinstvo in živalstvo
Porečje jezera Telecko se razprostira na površini 20.400 km². Bogato floro območja zaznamuje več kot 1200 rastlinskih vrst. Raznolikost naravnih krajin in bogastvo flore določata tudi bogato favno. Sem spada na desetine sesalcev (rjavi medved, ris, volk, rosomah, sobolj, navadna veverica, azijski jazbec (Meles leucurus), zajec, divja svinja, kozorog, pižmovka in drugi ), več kot 300 vrst ptic in približno 10 vrst plazilcev in dvoživk. V jezeru živi 15 različnih vrst rib. Te so na primer sibirski sulec, ozimica, kleni, lipan, evropska ščuka, ostriž, menek in postrvi (Brachymystax lenok). Sulec je največja in najbolj uporabna riba v jezeru Telecko. Dolg je do 1,50 metra in doseže težo 50-60 kilogramov.

## Naselja in turizem
Telecko jezero je predvsem v okrožju Turočak; le južni del pripada okrožju Ulagan. Najpomembnejša naselja na severozahodnem koncu so vasi Artibaš in Iogač, kjer Bija zapusti jezero. Do asfaltirane ceste P 375 se lahko z avtobusom pripeljete iz prestolnice Gorno-Altajsk, glavnega mesta Republike Altaj. Razdalja je 154 km. Na severu jezera je Jailju, središče naravnega rezervata Altaj. V okrožje Ulagan spada naselje Bele na vzhodni obali v južnem delu jezera. Do nekaterih naselij je mogoče priti le po vodi (Balikča blizu ustja Čulišmane) ali s terenskimi vozili (Jailju na severnem bregu). Ladje vabijo na izlete do slapov in jam ali na južno delto reke. Priljubljen je tudi ribolov.
Jezero je že desetletja eno najbolj priljubljenih in najbolj obiskanih turističnih destinacij v altajski republiki. Obstaja več kot 30 prostorov za kampiranje; večina jih je v severnem delu, nekaj pa je tudi v ustju.
- Savna
- Jama
- Slap
- Izlet z ladjo

## Raziskave
Na severozahodnem delu jezera, približno 6 km od izvira reke Bija ima Sibirski oddelek Ruske akademije znanosti (rusko Сибирское отделение Российской академии наук), Inštitut za taksonomijo in ekologijo živali (rusko Институт систематики и экологии животных СО РАН) bazo. V njej se izvajajo raziskave žuželk in glodavcev Altajske republike, helmintofavne vretenčarjev v biocenozah iz tajge, ihtiocenoze in planktona živali iz jezera Telecko. V bližini baze je raziskovalno-proizvodna športno-sanitarna baza državne univerze Gorno-Altaisk. Državna univerza Tomsk na tem področju izvaja znanstvene raziskave že več kot 50 let. Ekologi, geologi in arheologi z Inštituta za vode in ekološke probleme (rusko Институт водных и экологических проблем СО РАН) sibirski oddelek Ruske akademije znanosti več let delajo tukaj in preučujejo jezero in okolico. Geomorfologi in geologi raziskujejo geološko strukturo Teleckega jezera, njegovo paleogeografijo, starost in izvor.
Že dolgo je znano, da se na Altaju nahaja zlato v naplavinah in v podlagi. Geomorfologi z državne univerze Tomsk delujejo v geološkem oddelku Telecko, ki išče zlato. Uspelo jim je določiti nov iskalni kriterij za naplavine. Osnova za odkritje so bile paleoglaciološke študije v zadnjih nekaj letih in teoretični modeli diluvialne morfolitogeneze. Vsebnost dragocene sestavine je povsod veliko višja od najnižje sprejetega industrijskega standarda, včasih je ogromna.
Preiskovalci so izvedli veliko raziskovalnih poti na obsežnem ozemlju v bližini porečja zgornjega toka vseh rek v severnem in zahodnem delu kotline Teleckega jezera. Ta raziskovanja so vključevala študije izpostavljenosti, vrtanja raziskovalnih vrtin, jame in udrtine (do 15 m globoko). Rezultati teh raziskav govorijo o pravilnosti in zanesljivosti novega merila. Prvi podatki o metodi 14C za plasti gline na porečju so pokazali starost 15 tisoč let in mlajšo. To pomembno dejstvo privede do neizogibnega zaključka o mladosti depresije jezera Telecko - po-ledeni dobi zadnjega rezanja v času predglacialne (pozno kvartarno) ravnice.